# Thim József
Thim József (teljes nevén: Thim József Rudolf, Zombor, 1864. augusztus 6. – Budapest, 1959. október 4.) magyar orvos, járásorvos, történész.

## Élete
Thim József és Turkovits Antónia gyermekeként született. Középiskolai tanulmányait a Zombori Állami Főgimnáziumban végezte, az orvosi egyetemet Bécsben, Berlinben és Grazban hallgatta. 1889-ben avatták orvosdoktorrá. Két évet töltött a grazi közkórházban mint alorvos és egyet a budapesti szemészeti klinikán Schulek tanár mellett. 1889-ben Titelre (Bács-Bodrog megye) és 1893-ban Zomborba nevezték ki központi járásorvosnak. 1895-ben tiszti orvosi oklevelet nyert. 1896-ben Sándor szerb király a Szent-Száva renddel tüntette ki.
1903. január 24-én Budapesten, a Ferencvárosban házasságot kötött a nála 10 évvel fiatalabb, szintén római katolikus vallású Szuchanek Mária Anna tanítónővel, Szuchanek Henrik és Kacetl Mária leányával.
Több bakteriológiai és közegészségügyi témájú tanulmányt publikált, egyidejűleg szerb történelemmel is foglalkozott. 1917-től Bécsben volt orvos, 1921 és 1936 között a Collegium Hungaricum orvosaként működött. Bécsi tartózkodása alatt nagyobb levéltári anyagot gyűjtött össze, történészekkel is gyakran konzultált.
1947. február 10-én levelet írt a Miniszterelnökség Nemzetiségi Ügyosztályának, melyben felajánlotta megvásárlásra az 513 kötetet kitevő könyvtárát. A számos ritkaságot, többnyire magyar-jugoszláv kapcsolatokkal foglalkozó munkákat végül Trócsányi György főigazgató szakvélemények kikérése után úgy döntött, hogy a gyűjtemény jobb helyen lenne a Nemzetgyűlés Könyvtárában. Végül február 28-án megszületett a megállapodás Trócsányi és Thim között, melynek értelmében a gyűjtemény 12 000 forint értékben gazdát cserélt, ebből 9000 forintot a könyvtár, 3000 forintot pedig a Miniszterelnökség fedezett.
Felesége 1953. január 13-án elhunyt, Thim 6 évvel élte őt túl.
Thim József 50 éves tudományos munkássága során több forrásmunkát is készített a magyar-jugoszláv kapcsolatok tárgykörében. Egy 1000 kötetes, szláv témájú könyvtára is volt, ennek túlnyomó része a második világháború forgatagában elveszett. Több mint 500 kötet később az Országgyűlési Könyvtárba került, ahol 1948-ban vették állományba, majd feldolgozták. Thim-gyűjtemény név alatt lelhető fel a könyvtárraktárban.
Cikkei a Hazánkban (I. III. 1884-85. Zombor városa 1848-49., A titeli fensík a magyar szabadságharczban, V. 1886. A zalatnai mészárlásról, Szerbia és a szerb mozgalom Magyarországon, Risztics János után, VIII. 1887. A szerb fölkelés kitörése, Belgrád ostroma, Vörös Antal följegyzéseiből, IX. 1888. Damjanich imája); a Bácskában (1885. 38. sz., 1886. 39. sz. Bács-Bodrogmegye 1848-49. iratairól, 1887. 76., 77. sz.); a Bács-Bodrog vármegyei tört. társ. Évkönyvében (1886. Zombor város eleste, Sterbácz eltünt község, 1888. A szerb vajdaság felállításának megkisérlése a mult században, 1891. Egy bácskai eltünt községről); a Délmagyarországi Lapokban (1905. 43. A fajmagyarság jövője); a Pallas nagy lexikonába a szerb történeti cikkeket írta.

## Munkái
- Délmagyarország önvédelmi harcza 1848-1849-ben. I. kötet: Bácsbodrogmegyei és Szerém-végvidéki események. Zombor, 1887. (Ism. Egyetértés 133., P. Napló 145., Bácska 33. sz.).
- A szerbek története a legrégibb kortól 1848-ig. Nagy-Becskerek, 1892. (Történeti Nép- és Földrajzi könyvtár XXIV. Ism. Kath. Szemle 1893.).
- A malariákról. Budapest, 1893
- Az 1848-49. szerb felkelés. Budapest, 1894.
- Az Obrenovicsok fellépése a forradalom alatt. Zombor, 1894
- Az egészségügyi közigazgatás reformjáról. Budapest, 1894
- Egészségügyünk jelen viszonyai és a reform. Budapest, 1895
- Himlőoltási útmutató, különös tekintettel a gyakorlati eljárásra. Hat táblával. Budapest, 1896
- Az egészségügyi közigazgatás kézikönyve, különös tekintettel a gyakorlati eljárásra. Budapest, 1897. Két kötet. Három tábl.
- Népszerű közegészségtan. A művelt közönség számára. Budapest, 1898. (Egyetemes Ismeretek Tára VII.).
- Közegészségtan. Budapest, 1899
- Orvosi irásművek. Budapest, 1904
- Magyar orvosi Utmutató. Budapest, 1905
- Fajhygiene és a magyarság. Budapest, 1905
- A Magyarországi 1848–49-i szerb fölkelés története (I – III., Budapest, 1930–1940)
- Ätiologisch-morphologische Forschungsergebnisse über Trachom und verwandte Einschlusskrankheiten. Pécs, Dunántúl Ny., 1930.
- Miletits Szvetozár és az 1848-49-iki szerb fölkelés. Budapest, Egyetemi Nyomda [1931].
- Bibliografiâ srpskog pokrete u Ugarskoj 1848-1849. Karlovic, Manastirska Štamp., 1931. (Josif Tim névváltozat alatt)
- Ueber die morphologische Verschiedenheit der Epithelein schlüsse und Protozoen bei der Einschlussblennorrhöe und Urethritis protozoica. Stuttgart, Enke, 1932.

Az 1895. nemzetközi kongresszuson tartott felolvasása: Über Serbiens Sanitätswesen und Gesetz.